# Ross Malinger
Ross Malinger (Redwood City (Californië), 7 juli 1984), geboren als Ross Aaron Malinger, is een Amerikaanse acteur.

## Carrière
Malinger begon in 1990 met acteren in de televisieserie Beverly Hills, 90210. Hierna heeft hij nog meerdere rollen gespeeld in televisieseries en films zoals Sleepless in Seattle (1993), Dr. Quinn, Medicine Woman (1994-1995), Party of Five (1998) en Recess (1997-1999).

## Prijzen
- 1994 MTV Movie Awards in de categorie Beste opkomende Acteur met de film Sleepless in Seattle - genomineerd.
- 1994 Young Artist Award in de categorie Beste Acteur onder 10 jaar in een film met de film Sleepless in Seattle – gewonnen.
- 1995 Young Artist Award in de categorie Beste optreden door een jonge acteur met de televisieserie Dr. Quinn, Medicine Woman – genomineerd.
- 1997 Young Artist Award in de categorie Beste optreden in een televisieserie met de televisieserie Nick Freno: Licensed Teacher – gewonnen.
- 1998 YoungStar Award in de categorie Beste optreden door een jonge acteur in een televisieserie met de televisieserie Party of Five – genomineerd.

## Filmografie

### Films
Uitgezonderd korte films.
- 2003 Recess: All Growed Down – als oudere T.J. (stem)
- 2001 Recess Christmas: Miracle on Third Street – als T.J. (stem)
- 2000 Personally Yours – als Derek
- 1998 Frog and Wombat – als Steve Johnson
- 1998 Club Vampire – als Max
- 1998 The Animated Adventures of Tom Sawyer – als Tom Sawyer (stem)
- 1997 Toothless – als Bobby Jameson
- 1997 Little Bigfoot – als Payton
- 1996 Peter and the Wolf – als Peter
- 1996 Homeward Bound II: Lost in San Francisco – als Spike (stem)
- 1995 Sudden Death – als Tyler
- 1995 Bye Bye Love – als Ben
- 1993 Sleepless in Seattle – als Jonah Baldwin
- 1992 In Sickness and in Health – als Michael
- 1991 Late for Dinner – als Donald Freeman
- 1991 Eve of Destruction – als Timmy Arnold
- 1990 Kindergarten Cop – als Harvey

### Televisieseries
Uitgezonderd eenmalige gastrollen.
- 1997 – 1999 Recess – als T.J. (stem) – 28 afl.
- 1998 Party of Five – als Jamie Burke – 8 afl.
- 1998 The Simple Life – als Will – 7 afl.
- 1996 – 1997 Nick Freno: Licensed Teacher – als Tyler Hale – 22 afl.
- 1996 Maybe This Time – als Nicky – 4 afl.
- 1994 – 1995 Dr. Quinn, Medicine Woman – als Steven Myers – 3 afl.
- 1993 – 1994 Good Advice – als Michael DeRuzza – 19 afl.

- Bibliothèque nationale de France: cb14202424n (data)
- Gemeinsame Normdatei: 102054984X
- International Standard Name Identifier: 0000 0001 1492 8967
- Library of Congress Control Number: no2006058516
- MusicBrainz: 1f76f7b1-08ba-4a0f-8441-6d11269fc135
- Nationale Bibliotheek van Tsjechië: xx0085185
- Nederlandse Thesaurus van Auteursnamen: 140838244
- Virtual International Authority File: 66224867
- WorldCat: E39PBJtMvq7Rg9RJr8B4qHDyVC